# Qué está pasando
Qué está pasando es un programa de televisión producido y transmitido por TV Perú. Se basa en noticias de análisis informativo, entrevistas virtuales y enlaces en vivo.

## Historia
Creado el 17 de febrero del 2020, un programa de análisis informativo, con enlaces en vivo y entrevistas, conducido por los periodistas Nicolás Salazar y Carolina Salvatore.
El impacto del COVID-19 hizo que el programa dejara de emitirse, siendo reemplazado por un noticiero llamado COVID a las 19 Horas (relacionado con las 19:00 horas), que se emitía también los sábados y domingos.
Esto duró hasta el abril del 2020, cuando el programa cambió de horario a las 7:00 a. m.. Compitiendo con los principales noticieros de los canales primarios. Dicho programa acabó hasta junio del 2020, cuando decidieron cambiar a los periodistas en los programas en vivo.
Reaparece cambiando de horario a las 7:00 p. m. dejando de emitirse COVID a las 19 horas, Carolina Salvatore abandona la conducción y fue reemplazada por Perla Berríos.
Último programa fue el 29 de septiembre de 2023 tan solo 3 años al aire.

## Conductores
- Nicolás Salazar (febrero de 2020-enero de 2022)(reemplazos)
- Perla Berríos (julio de 2020-2021)
- Carolina Salvatore (febrero-junio de 2020)
- Paola Moreno (2021-enero de 2022)
- Jennifer Cerecida (enero de 2022-presente)
- Jennifer Salazar (reemplazos)